# Calliophis castoe
Calliophis castoe là một loài rắn trong họ Rắn hổ. Loài này được Smith, Ogale, Deepak & Giri mô tả khoa học đầu tiên năm 2012.

## Phạm vi địa lý
Rắn san hô Castoe được tìm thấy trong các khu rừng bán thường xanh và ẩm ướt ở phần trung tâm của Western Ghats trên khắp Maharashtra, Goa và Karnataka. Mặc dù nó xuất hiện ở các vùng đất thấp và miền núi thuộc các khu vực đông dân cư, nhưng nó chỉ được mô tả vào năm 2009. Các nhà sưu tập trước đó như Phipson và Wall đã thu thập các mẫu vật màu sẫm của C. nigrescens từ các địa điểm ghi nhận loài này, hiện đã được xác định là C. casto. Năm 1887, trong một bài báo mô tả 10 con rắn độc của Tổng thống Bombay (khi đó), Phipson mô tả một mẫu vật mà ông cho là Calliophis nigrescens được Vidal thu thập ở Carwar (nay là Karwar ở Uttara Kannada) và gửi vào Hiệp hội Lịch sử Tự nhiên Bombay. Phipson mô tả con rắn có phần trên màu đen và phần dưới màu đỏ đồng nhất, có thể dựa trên những ghi chú được gửi trong một bức điện tín của Vidal. Sau đó Vidal mô tả mẫu vật tương tự trong một bài báo về rắn độc ở Bắc Kanara là C. nigrescens.